# Оман на Летњим олимпијским играма 1984.
Оман је по први пут у својој спортској историји учествовао на Летњим олимпијским играма одржаним 1984. године у Лос Анђелесу, САД. Оман је на ове игре послао шеснаест спортиста коју су се такмичили у три спорта (атлетици, стрељаштву и једрењу), укупно четрнаест спортских дисциплина.
Представници Омана нису успели да освоје ни једну медаљу.

## Резултати по спортовима

### Атлетика
400 м, мушкарци
- Мохамед ел Малики

- Квалификациона група – 47,61 (→ није се пласирао)

1.500 м, мушкарци
- Амор Масуд ел Шарџисај

- Квалификациона група – 4:12,76 (→ није се пласирао)

Маратон - мушкарци
- Авд Шабан ел Самир – није завршио трку (→ без пласмана)